# Фудзіко Фудзіо
Фудзіко Фудзіо (яп. 藤子不二雄) — псевдонім авторського дуету манґак Хіросі Фудзімото (яп. 藤本 弘, Фудзімото Хіросі, 1933–1996) і Мотоо Абіко (яп. 安孫子 素雄, Абіко Мотоо, 1934—2022). Вони об'єдналися в 1951 році і використовували псевдонім «Фудзіко Фудзіо» з 1954 до розпаду дуету в 1987 році. Спочатку вони працювали в єдиному стилі, причому обидва одночасно писали сценарій і малювали, але з ростом творчих відмінностей, почали випускати окремі роботи під іншими псевдонімами, зокрема, Мото Абіко як «Фудзіко Фудзіо (А)» (яп. 藤子不二雄Ⓐ, фудзіко фузіо е:), а Фудзімото як «Фудзіко Ф. Фудзіо» (яп. 藤子· F ·不二雄, Фудзіко ефу Фудзіо). Протягом своєї кар'єри вони отримали багато премій, спільно і окремо, і відомі насамперед створенням популярного і тривалого серіалу Doraemon, головний герой якого офіційно визнаний культурним символом сучасної Японії. В їхніх роботах простежується вплив Осаму Тедзукі, а також багатьох американських мультфільмів і коміксів.

## Біографія
Хіросі Фудзімото і Мото Абіко народилися в префектурі Тояма. Фудзімото народився 1 грудня 1933 року, Абіко — 10 березня 1934 року. Абіко перевівся в початкову школу Такаока, де навчався Фудзімото. Випадково він побачив, як Фудзімото малює в своєму блокноті. Вони стали друзями і протягом перших років своєї дружби не наважувалися показувати свої малюнки іншим друзям.
У середній школі під впливом Осаму Тедзукі та його манґи Shin Takarajima («Новий острів скарбів») Фудзімото побудував саморобний епідіаскоп, на якому створив першу спільну роботу з Абіко — Tenküma. Вони почали відправляти манґу в періодичні видання, зокрема в журнал Manga Shonen, та відкрили загальний ощадний рахунок, куди вносили гроші і використовували їх для придбання художнього приладдя. Вони порівну ділили всі доходи і витрати, ця звичка залишалася з ними до припинення партнерства.
У 1951 році у старших класах Фудзімото та Абіко дебютували в Mainichi Shogakusei Shimbun з манґою Tenshi no Tama-chan. У тому ж році вони відвідали будинок Тедзукі в Такарадзуке і показали йому ілюстрації до своєї нової манґи «Бен-Гур». Тезука похвалив їх роботи, тому що відразу усвідомив їхній творчий потенціал. Фудзімото і Абіко дуже цінували спогади про цю зустріч, та протягом усього життя дбайливо зберігали ілюстрації «Бен-Гуру». Тоді ж вони вирішили працювати разом на постійній основі, спочатку взявши псевдонім «Тезука Фудзіо», потім змінили його на «Асідзуку Фудзіо».
Оскільки обидва були старшими синами в сім'ї, вони вирішили влаштуватися на постійну роботу після закінчення школи в 1952 році. Фудзімото знайшов роботу в кондитерській. Абіко почав працювати в газеті. Фудзімото отримав робочу травму, коли його рука потрапила в один з апаратів, та звільнився через кілька днів. Він почав присвячувати весь час малюванню та відправляв манґу в різні видання, а Абіко допомагав йому у вихідні. Перший манґа-серіал «Асідзукі Фудзіо» обірвався після декількох глав, за ним пішла успішніша «UTOPIA: Saigo no Sekai Taisen» (яп. UTOPIA—最後の世界大戦, Утопія сайґо но секай тайсен).
У 1954 році вони переїхали в Токіо вже як професійні манґаки — Фудзімото умовив на це Абіко, який спочатку не бажав кидати стабільну роботу. Спочатку вони оселилися в кімнаті одного з родичів Абіко в районі Кото. Разом з Терада Хіро і декількома іншими манґаками того періоду вони створили колектив під назвою «Нова партія манґи» (яп. 新漫画党, Сін манґа-то). Фудзімото та Абіко малювали до шести манґа-серіалів на місяць для публікації. Навантаження виявилася надмірним, і у 1955 році пара пропустила усі терміни видань своєї манґи. Втрата довіри видавців давалася їм взнаки понад рік, протягом якого автори сконцентрувалися на сольних проектах. Вони знімали анімаційні фільми 8-міліметровою камерою. До 1959 року вони переїхали у Кавасакі. А в 1962 році Фудзімото одружився (у віці 28 років).
У 1963 році вони заснували аніме-студію Studio Zero разом з Сін'їті Судзукі, Сетаро Ісіноморі, Дзіро Цунодою і Кіейті Цунодою. Пізніше до них приєднався Фудзіо Акацукі. У найуспішніший період на студії працювало близько 80 осіб. Студія брала участь у виробництві декількох серіалів, зокрема Astro Boy у 1960-х роках. Для «Фудзіко Фудзіо» ті роки були одними з найпродуктивніших. У 1963 році за манґу Susume Roboketto і Tebukuro Tecchan вони отримали премію видавництва Shogakukan. За мотивами їхньої роботи Obake no Q-Taro був створений телевізійний аніме-серіал. Абіко почав малювати манґу для дорослішої аудиторії, зокрема Teresa Tang та Kuroi Salesman, а Фудзімото сконцентрувався на дитячій манзі з ухилом у бік наукової фантастики. Абіко одружився в 1966 році (у віці 32 років).
Велику популярність дуету приніс вигаданий «Фудзіко Ф. Фудзіо» (Фудзімото) у 1970-х роках Doraemon. Ця манґа для дітей публікувалася в журналі CoroCoro Comic. У 1970-х і 1980-х роках було опубліковано багато інших робіт обох авторів.
У 1987 році їхнє партнерство припинилося, що було пояснено «творчими суперечностями». Залишаючись близькими друзями, обидва працювали в компанії під назвою Fujiko Productions і розташували свої майстерні в суміжних будівлях. Пізніше Абіко повідомив, що ініціатором розпуску їхнього дуету був Фудзімото, в якого в 1986 році виявили рак печінки. Обидва вирішили владнати питання авторського права і фінансові питання до смерті Фудзімото (у 1996 році).

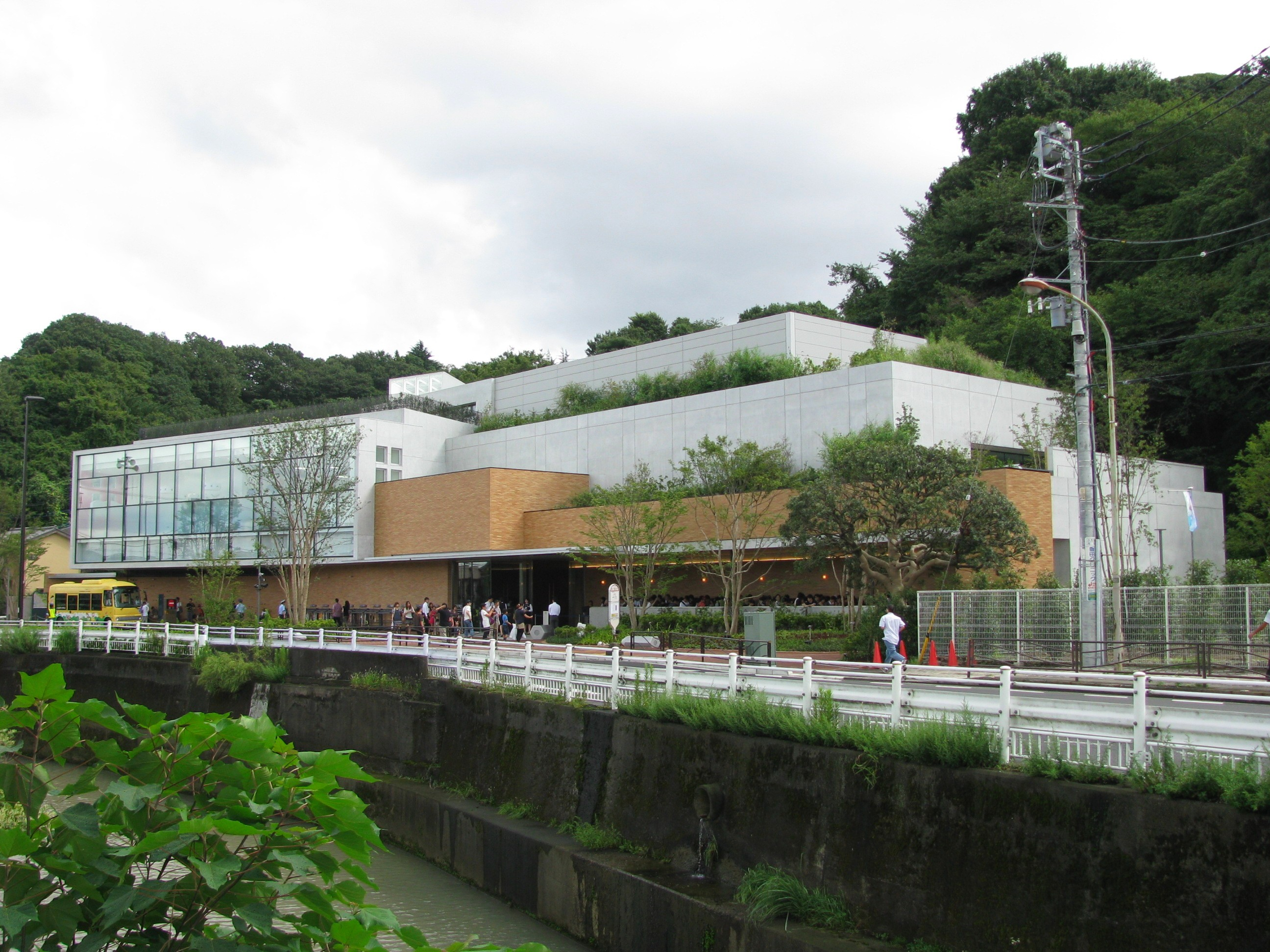
Музей «Фудзіко Ф. Фудзіо» в Кавасакі

3 вересня 2011 року у Кавасакі був відкритий музей Фудзімото.

## Манґа
- Perman (яп. パーマン) (1967—1968, 1983—1986)
- 21emon (яп. 21エモン) (1968)
- Mojacko (яп. モジャ公) (1969—1970)
- Ume Boshi Denkai (яп. ウメ星デンカ) (1969)
- Doraemon (яп. ドラえもん) (1969—1996)
- Kiteretsu Daihyakka (яп. キテレツ大百科) (1974—1977)
- Hitoribocchi no Uchū Sensō (яп. ひとりぼっちの宇宙戦争) (1975)
- Bakeru-kun (яп. バケルくん) (1976)
- Esper Mami (яп. エスパー真美) (1977—1982)
- TP Bon (яп. T・Pぼん) (1978)
- Chimpui (яп. チンプイ) (1985, 1987—1988)
- Ninja Hattori-kun (яп. 忍者ハットリくん) (1964—1971)
- Kaibutsu-kun (яп. 怪物くん) (1965—1969)
- Warau Salesman (яп. 笑ゥせぇるすまん) (1969—1971)
- Matarō ga Kuru!! (яп. 魔太郎がくる!!) (1972—1975)
- Pro Golfer Saru (яп. プロゴルファー猿) (1974—1980)
- Manga Michi (яп. まんが道) (1977—1982)
- Ultra B (яп. ウルトラB) (1984—1989)
- Parasol Henbee (яп. パラソルヘンべえ) (1989—1991)